# 熊西地区
熊西（くまにし）とは福岡県北九州市八幡西区の地名。黒崎の西に隣接する地域である。

## 地理
黒崎駅から西へ約1kmの位置で、町名としては熊西（1-2丁目）があり、その他概ね山寺町、筒井町、西曲里町、東王子町及び西王子町を指す地域であるが、広い意味ではさらに南の幸福（さいのかみ 1-4丁目）、南王子町、小鷺田町及び茶売町、ならびに皇后崎に属する桜ヶ丘町及び青山の一部を含めることもある。元々は遠賀郡黒崎町（旧熊手村）の一部であり、黒崎一帯を指す地名である「熊手」の西部に位置することから付けられた地名である。区域的には北九州市立熊西小学校及び筒井小学校の校区とほぼ一致している。なお、町名としての「熊西」はかつては「貞元」と呼ばれた地区を改称したものである。

## 地域の特徴
東に黒崎（熊手地区）、南に引野、西に穴生（皇后崎）と隣接している。かつては熊手村の西部であったことから黒崎の一部ともみなされることがあり、黒崎祇園山笠には例年、熊西地域からも2山（熊西山笠及び山寺山笠）が参加している。一方で交通量の多い国道200号線が黒崎との境界線を南北に形成することから黒崎側とは市街地が分断されており、黒崎と比較すると閑静な住宅街の様相を呈している。北九州市有数の繁華街である黒崎に隣接していることから利便性が高く、またJR鹿児島線を挟んで三菱化学黒崎工場とも隣接していることから、地域内には同社及び関連企業の社宅並びにマンション等が数多く立地している。

## 交通
- 筑豊電気鉄道熊西駅

## 教育施設
- 北九州市立筒井小学校
- 北九州市立熊西小学校
- 北九州市立熊西中学校

## 公共施設
- 北九州市立筒井市民センター
- 北九州市立熊西市民センター（幸神地区内にあり）
- 御手洗公園
- 田良原公園
- 皇后崎公園（敷地の南東部が山寺町にかかる）
- 八幡西警察署